# HLA-A23

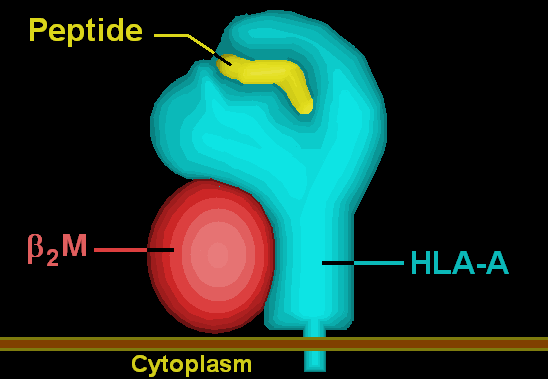

HLA-A23 هو نمط مصلي من مستضد الكريات البيضاء البشرية-أ.